# Le Malentendu colonial
Pour plus de détails, voir Fiche technique et Distribution.
Le Malentendu colonial est un documentaire franco-allemand réalisé par Jean-Marie Teno et sorti en 2005.

## Fiche technique
- Titre : Le Malentendu colonial
- Réalisation : Jean-Marie Teno
- Scénario : Jean-Marie Teno
- Photographie : Dieter Stürner et Jean-Marie Teno
- Son : Christophe Héral
- Montage : Christiane Bagdley
- Sociétés de production : Les Films du Raphia - Bärbel Mauch Film
- Pays d'origine :  France -  Allemagne
- Durée : 78 minutes
- Date de sortie : France - 14 septembre 2005

## Sélections[1]
- Festival Hot Docs, Toronto, 2005
- International Documentary Film Festival, Amsterdam, 2005
- Durban International Film Festival, 2005